# Francis Rion
Francis Rion (Dalhem, Lieja; 10 de junio de 1933-Malmedy, Lieja; 3 de noviembre de 2022) fue un árbitro de fútbol belga. 

## Carrera profesional
Fue árbitro internacional hasta 1981 y en particular pitó el partido de cuartos de final entre Italia y Austria del Mundial de Argentina de 1978.
En 1994, con varios seguidores del Standard de Lieja, fundó una peña en Malmedy llamada Lès Djoyeûs Dragons d'Mâm'dî3, de la que fue presidente de honor desde 2013 hasta su muerte. En diciembre de 2015, fue nombrado miembro de honor de la Familia de Rouches, asociación que agrupa a todas las peñas del Standard de Lieja.